# Bethany (Pennsylvanie)
Pour les articles homonymes, voir Bethany.
Bethany est un borough situé au centre du comté de Wayne, en Pennsylvanie, aux États-Unis,. En 2010, il comptait une population de 246 habitants, estimée au 1er juillet 2020 à 255 habitants. Le borough est incorporé le 31 mars 1821. Jusqu'en 1842, Bethany est le siège du comté de Wayne.

## Démographie
Lors du recensement de 2010, le borough comptait une population de 246 habitants. Elle est estimée, en 2020, à 255 habitants.